# Jay Rodan
Jay Rodan (* 15. Mai 1974 in Durban) ist ein südafrikanischer Film- und Theaterschauspieler.

## Leben
Jay Rodan wurde als Sohn eines schottischen Vaters und einer niederländischen Mutter in Südafrika geboren. Da allerdings seine Eltern beruflich in aller Welt zu tun hatten, wuchs Rodan unter anderem in London und Edinburgh auf, kam aber auch bis nach Indien und Kanada. Hier, in einem Jugendtheater in Vancouver, begann Rodan ab seinem 16. Lebensjahr auch seine Karriere als Schauspieler. Nachdem er die Schule beendet hatte, nahm er viele unterschiedliche Jobs an und arbeitete unter anderem als Bauarbeiter und Dachdecker.
Mitte der 1990er Jahre zog Rodan zurück nach Südafrika, wo er 1995, im Alter von 21 Jahren, als Regisseur sein erstes professionelles Theaterstück inszenierte. Auch bekam er erste Angebote als Schauspieler; in Faces in the Wall des Autors Pieter-Dirk Uys verkörperte er einen jungen Homosexuellen.
Rodans erhoffte internationale Karriere ließ jedoch auf sich warten. Er zog nach London, wo er in Covent Garden in Theaterstücken von William Shakespeare auf sich aufmerksam machte. Um sich finanziell über Wasser halten zu können, arbeitete er parallel unter anderem als Möbelpacker.
2001 war das Jahr, in dem Rodan auch sein erstes Filmangebot bekam. Im Horrorfilm The Caveman’s Valentine von Kasi Lemmons überzeugte er an der Seite von Samuel L. Jackson und Colm Feore. In Julius Caesar einer Fernsehverfilmung aus dem Jahr 2002 stand er als Marcus Antonius vor der Kamera. In The Game of Their Lives einem Film aus dem Jahr 2005 verkörperte er den US-amerikanischen Fußballspieler Frank Wallace.
Jay Rodan lebt heute im kalifornischen Los Angeles. Er ist mit der US-amerikanischen Fotografin Kayt Jones verheiratet und hat mit ihr zwei gemeinsame Töchter. Mit seiner Frau inszenierte er 2008 den 15-minütigen Kurzfilm Foxglove, bei dem er nicht nur die Hauptrolle verkörperte, sondern auch als Regisseur, Drehbuchautor und Filmproduzent verantwortlich zeichnete.

## Filmografie (Auswahl)
- 2001: The Caveman’s Valentine (The Caveman’s Valentine)
- 2002: Julius Caesar (TV-Film)
- 2002: Callas Forever
- 2003: Monsieur N.
- 2005: The Game of Their Lives